# East Coast Rugby Football Union
Maillots
Dernière mise à jour : 26 octobre 2015.
La  East Coast Rugby Football Union est une fédération provinciale de rugby à XV néo-zélandaise créée en 1922 et basée à Ruatoria sur l’Île du Nord. Son équipe fanion participe à la troisième division des compétitions provinciales du pays, le Heartland Championship. Elle constitue la plus petite des provinces néo-zélandaises tant par le nombre de licenciés que par le nombre de clubs (12) qu’elle chapeaute.

## Historique
East Coast est d’abord un sous-comité de la Hawke's Bay Rugby Union, puis de celle de Poverty Bay, dont elle se détache pour devenir une fédération régionale à part entière en 1922. Deux joueurs ont été sélectionnés avec les All Backs alors qu'ils appartenaient à un de ses clubs. Le plus célèbre, George Nepia, fut l'une des premières stars du rugby néo-zélandais dans les années 1920 et 1930.

## Palmarès

### Championnat des provinces
- National Provincial Championship (NPC), troisième division : 
  - Vainqueur (2) : 1999, 2000
- Heartland Championship, Meads Cup : 
  - Vainqueur (1) : 2012.
  - Finaliste (1) : 2011

### Ranfurly Shield
East Coast a tenté à sept reprises de remporter le Ranfurly Shield, sans jamais y arriver.
| Année | Adversaire  | Score |
| 1953  | Wellington  | 42-00 |
| 1968  | Hawke’s Bay | 31-00 |
| 1981  | Waikato     | 54-00 |
| 1987  | Auckland    | 72-00 |
| 1997  | Auckland    | 115-6 |
| 2002  | Canterbury  | 51-6  |
| 2013  | Waikato     | 65-10 |

### All Blacks
- Andy Jefferd
- George Nepia